# ヴェルディン・ホジャ
ヴェルディン・ホジャ（Veldin Hodža、2002年10月15日 - ）は、クロアチア・リエカ出身のサッカー選手。FCルビン・カザン所属。ポジションはMF。

## クラブ経歴
HNKリエカの下部組織を経て、2020年10月7日、クロアチア・カップの1回戦NKディリとの対戦でリエカでのトップチームデビューを果たし、後半13分にはプロ初ゴールも挙げた。11月26日には、UEFAヨーロッパリーグのSSCナポリ戦にて、後半32分にアダム・グネズダ・チェリンとの途中交代で国際試合デビューも経験した。しかし、デビュー後は安定した出場機会を得られなかったため、HNKオリイェント1919へのレンタル移籍を経てクラブを退団。しかし、2022-23シーズン開幕前にリエカへと復帰した。復帰後はポジションを確保し、同シーズンのリーグ戦33試合に出場した。
2024年9月12日、FCルビン・カザンに移籍した。

## 代表経歴
2018年からクロアチアの各世代別代表で出場機会を得ている。

## 人物
自身はクロアチアのリエカ生まれであるが、ルーツは南スラヴ人の民族ゴーラ人である。